# Regla 16/f

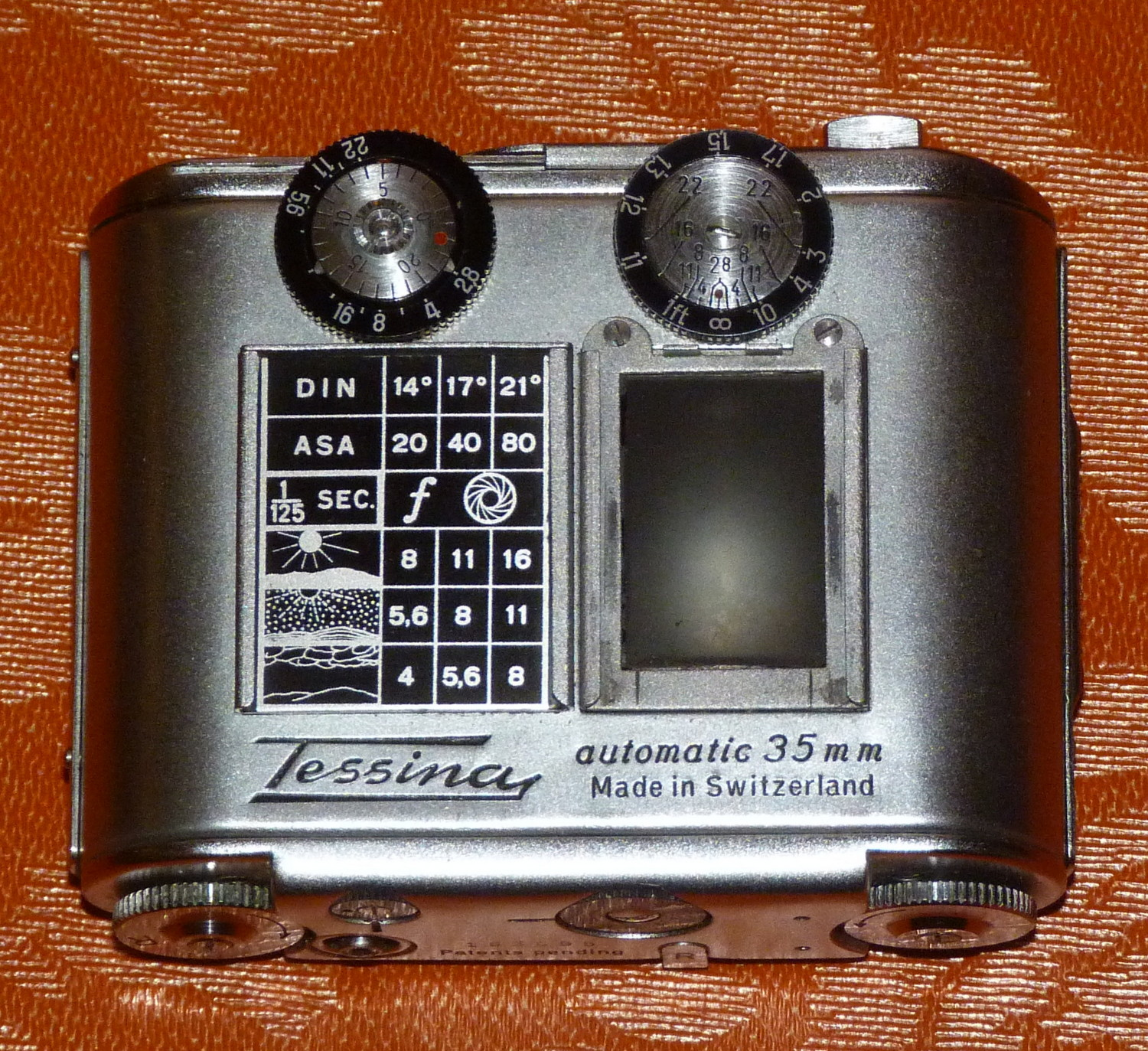
Máquina fotográfica de la marca Tessina de los años 1960, incluyendo una placa con una tabla-guía de la exposición. En aquel tiempo, DIN 21 era equivalente a ASA 80. Después de 1983, DIN 21 pasó a ser ASA 100. En esta placa de guía, aparece el uso de f/16 y 1/125 con película DIN 21, compatible con la regla 16/f.

En fotografía, la regla 16/f ("sunny 16 rule" en inglés; la "norma del escenario soleado") es un método que permite estimar la exposición correcta para tomar fotografías a plena luz del día cuando se carece de fotómetro.
La aparición de las modernas cámaras digitales, dotadas de toda clase de medidores y sensores, ha convertido esta regla en un recurso casi exclusivamente utilizado por los aficionados a las cámaras fotográficas antiguas o para la realización de fotografías artísticas, ayudando a conseguir exposiciones correctas de temas difíciles. Como la regla está basada en la luz incidente más que en la luz reflejada, al contrario que la mayoría  de los fotómetros, sirve para compensar temas muy brillantes o  muy oscuros. También se puede utilizar como un sistema mnemotécnico para decidir el ajuste del valor de exposición de una cámara en un día soleado. 
Existe un procedimiento similar para realizar fotografías nocturnas a la luz de la Luna, denominado regla 11/f ("looney 11 rule" en inglés).

## Aplicación
La regla básica especifica que: " En un día soleado, para fotografiar un tema directamente iluminado por el sol, fijar la apertura de la cámara en f/16 y la velocidad de obturación igual al valor nominal de la sensibilidad de la película ISO.
Por ejemplo:
- En un día soleado y con una película ISO 100 , se pone la apertura de la cámara en f/16 y la velocidad de disparo en 1/100 o 1/125 de segundo (en algunas cámaras,  1/125 de segundo es el valor disponible más cercano a 1/100 de segundo).[4]
- En un día soleado y con una película ISO 200, se pone la apertura en f/16, y la velocidad de disparo en 1/200 o 1/250.
- En un día soleado y con una película ISO 400,  se pone la apertura en f/16, y la velocidad de disparo en 1/400 o 1/500.

Con otros valores de luz, puede cambiarse la velocidad de disparo, modificando la focal para compensarlo. Por ejemplo, con 1/250 de segundo en f/11 se tiene una exposición equivalente a 1/125 segundo en f/16. Más en general, el ajuste de la focal está escalonado de tal forma que para cada paso de aumento de la abertura (es decir, de reducción del número f), el tiempo de exposición tiene que ser reducido a la mitad (o equivalentemente, la velocidad de disparo multiplicada por dos), y viceversa. Esto sigue la regla más general derivada de la relación matemática entre apertura y tiempo de exposición—dentro de gamas razonables, la exposición es proporcional al cuadrado de la relación de apertura y proporcional al tiempo de exposición; así, para mantener un nivel constante de exposición, un cambio de apertura por un factor c requiere un cambio del tiempo de exposición por un factor 1/c2 y viceversa. Cada paso de la apertura se corresponde con un factor próximo a la raíz cuadrada de 2, de acuerdo con la regla anterior. 
Una forma elaborada de la regla 16/f es ajustar la velocidad de obturación a la velocidad más cercana al recíproco del valor ISO de sensibilidad de la película y su número focal f, según la tabla siguiente:

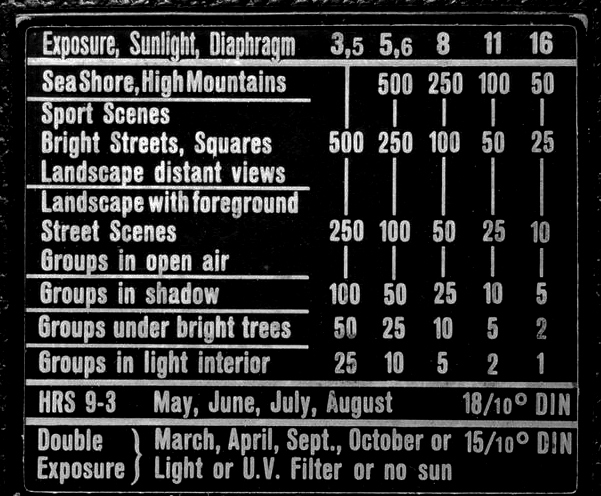
Guía de exposición de una Rolleiflex TLR

| Apertura            | Condiciones de iluminación | Detalle de la sombra       |
| ------------------- | -------------------------- | -------------------------- |
| f/22                | Nieve/Arena                | Oscura y con bordes agudos |
| f/16                | Soleado                    | Nítida                     |
| f/11                | Levemente nublado          | Difusa alrededor de bordes |
| f/8                 | Nublado                    | Apenas visible             |
| f/5.6               | Muy nublado                | Ninguna sombra             |
| f/4                 | Sombra abierta/Ocaso       | Ninguna sombra             |
| Añadir un paso para | Contraluz                  | n/a                        |